# Philistidès (tyran)
Pour les articles homonymes, voir Philistidès.
Philistidès (grec ancien : Φιλιστίδης) est un tyran pro-macédonien de la cité grecque d'Oreos en Eubée au IVe siècle av. J.-C.

## Biographie
En 342 av. J.-C., le roi Philippe II de Macédoine impose à la cité d'Oreos, à la pointe nord-ouest de l'île d'Eubée, un tyran du nom de Philistidès. L'année suivante, en juin 341, les Athéniens, poussés par Démosthène, interviennent et réussissent à en débarrasser la cité. Il s'agit là d'un épisode de la prise de contrôle de la Grèce par Philippe II et de la résistance des Athéniens.
Dès 344 ou 343, il avait été accusé par Euphraios, un philosophe originaire de cette ville, d'agir pour le compte des Macédoniens. En s'appuyant sur les masses populaires, Philistidès avait réussi à prendre un certain contrôle de la cité et à éliminer, politiquement ou physiquement, Euphraios. En 342, le général macédonien Parménion est envoyé par Philippe II pour soumettre plusieurs cités d'Eubée. Il conforte Philistidès comme tyran d'Oreos, de même que Cleitarchos à Érétrie.
Philistidès cherche à s'entendre avec les Athéniens, avec l'aide d'Eschine, et envoie des ambassadeurs à Athènes, mais Démosthène s'y oppose fermement et une expédition est envoyée en Eubée, avec le soutien des cités de Chalcis et de Mégare, et libère la ville en juin 341. Philistidès est tué.